# Piotr Załęski
Piotr „Załęs” Załęski (ur. 22 lipca 1978) – polski gitarzysta, wokalista, twórca muzyki i autor tekstów zespołu Dust Blow, od 2009 również gitarzysta zespołu Hurt w którym zastąpił Piotra Motkovica. W latach 2015/2016 basista w zespole Janek Samołyk. Od 2016 do 2019 w zespole Prawda, w 2019 dołączył do zespołu Pidżama Porno. Wcześniej w zespołach Orient Express (1996–1997), Teddy Sałatka (2001–2002), Mellow Dream (2002). 
W 2019 roku dołączył do składu zespołu Pidżama Porno, z którym nagrał album Sprzedawca jutra.
Pochodzi z Wrocławia.

## Dyskografia
Hurt
- Wakacje i prezenty (2009)[4]
- Hurt (2013)[5]

Pidżama Porno
- Sprzedawca jutra (2019)

Dust Blow
- In Rivers (2002)
- Escape From the Landscape (2008)[6]

Mellow Dream
- The six months of Mellow Dreams (2003)

Gościnnie
- Insult
  - chórki na płycie Featus
- Holden Avenue
  - chórki na płycie Emisja[7]